# Carpații Occidentali Exteriori
Carpații Occidentali Exteriori sunt o diviziune a Munților Carpați, aflați în extremitatea nord-vestică a lanțului, pe teritoriul Cehiei, Austriei, Poloniei și Slovaciei. Aici se află cele mai înalte culmi ale Carpaților, inclusiv cel mai înalt vârf al lanțului carpatic, vârful Gerlachovský.
Subdiviziunile Carpaților Occidentali Exteriori sunt: Carpații Moraviei de Sud, Carpații Moraviei Centrale, Carpații Slovaco-Moravi, Beskizii Occidentali, Beskizii Centrali, Beskizii Orientali și Grupa Podhale-Magura.